# Pommereuil
Pommereuil is een gemeente in het Franse Noorderdepartement(Frans: département du Nord) (regio Hauts-de-France). De plaats maakt deel uit van het arrondissement Cambrai. Pommereuil telde op 1 januari 2022 779 inwoners.

## Geografie
De oppervlakte van Pommereuil bedroeg op 1 januari 2022 6,45 vierkante kilometer; de bevolkingsdichtheid was toen 120,8 inwoners per km².

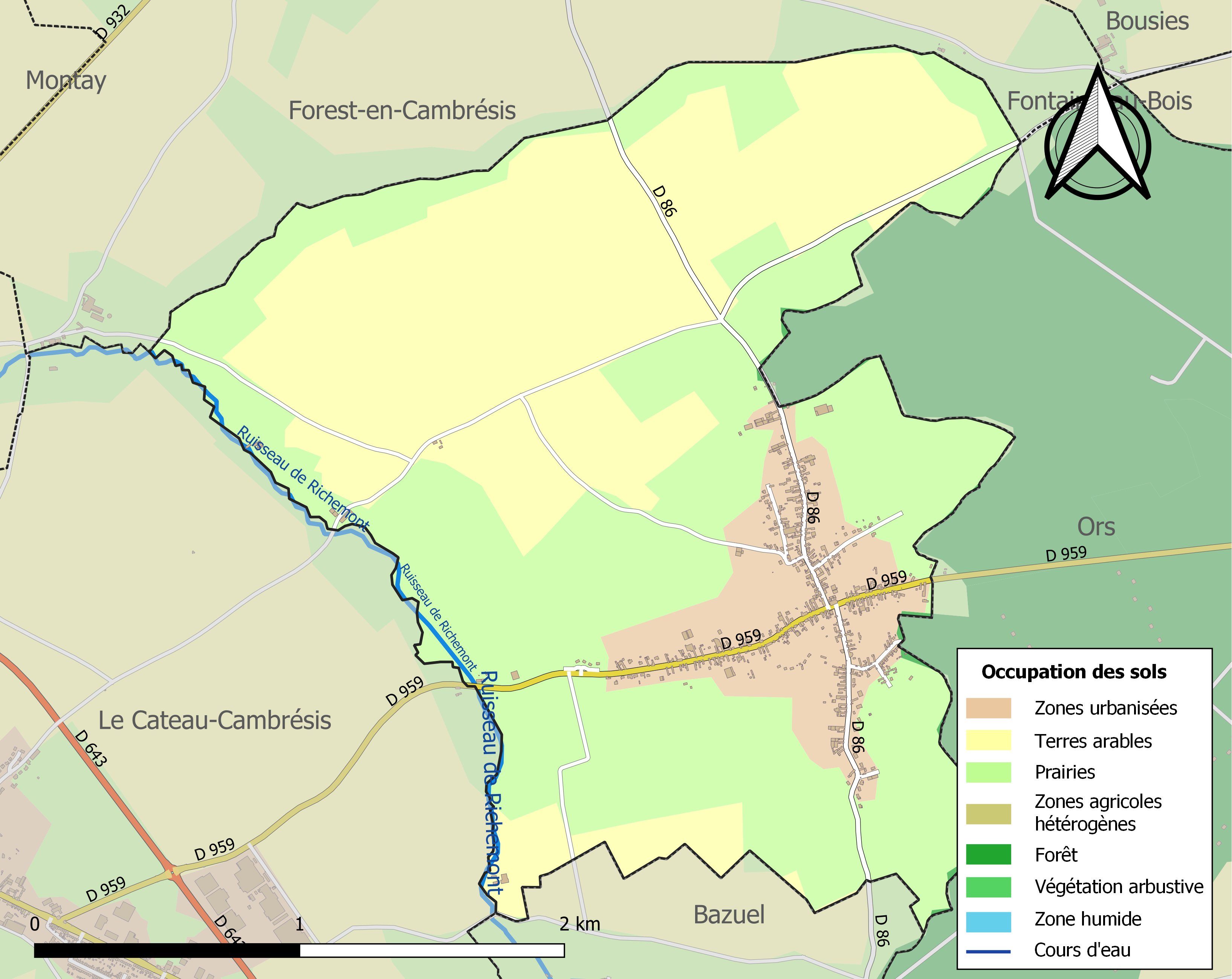
Kaart van de gemeente met belangrijkste infrastructuur, bodemgebruik en omliggende gemeenten

## Demografie
Onderstaande figuur toont het verloop van het inwonertal (bron: INSEE-tellingen).